# Фокіс
38°31′31″ пн. ш. 22°22′31″ сх. д. / 38.5253° пн. ш. 22.3753° сх. д.
Фокіс (грец. Φωκείς, Phokís; лат. Phocis), або Фокія (лат. Phocia) — в античності регіон Греції, на території якого розташовувалися міста Дельфи і Елатея. Розташовувався на північному березі Коринтської затоки. Займав центральну частину нинішнього ному Фокіда (назва якого походить від античного регіону). Основною мовою регіону був фокійський діалект давньогрецької (дорійської) мови.